# Ralf Schulenberg
Ralf Schulenberg (n. 15 august 1949, Erfurt, Zona de ocupație sovietică) este un fotbalist german, medaliat olimpic. A participat la o ediție a Jocurilor Olimpice (1972) în care a câștigat o medalie de bronz.

## Participări
Lista de mai jos prezintă principalele competiții la care a participat Ralf Schulenberg de-a lungul carierei.
- Olympische Sommerspiele 1972/Fußball[*]